# 顧正 (天順進士)
顧正（1433年—？），字孟端，順天府大興縣人，明朝政治人物。進士出身。

## 生平
順天府鄉試第五十二名。天順元年（1457年）丁丑科會試第二百七名，殿試登進士第三甲第七十六名。

## 家族
曾祖顧貴一。祖父顧榮宗。父亲顧道明。